# Ноєнкірхен (Вестфалія)
Ноєнкірхен (нім. Neuenkirchen) — місто в Німеччині, знаходиться в землі Північний Рейн-Вестфалія. Підпорядковується адміністративному округу Мюнстер. Входить до складу району Штайнфурт.
Площа — 48 км2. Населення становить 13 892 ос. (станом на 31 грудня 2020).

## Географія

### Сусідні міста та громади
Ноєнкірхен межує з 5 містами / громадами:
- Веттрінген
- Штайнфурт
- Емсдеттен
- Райне
- Зальцберген

## Галерея

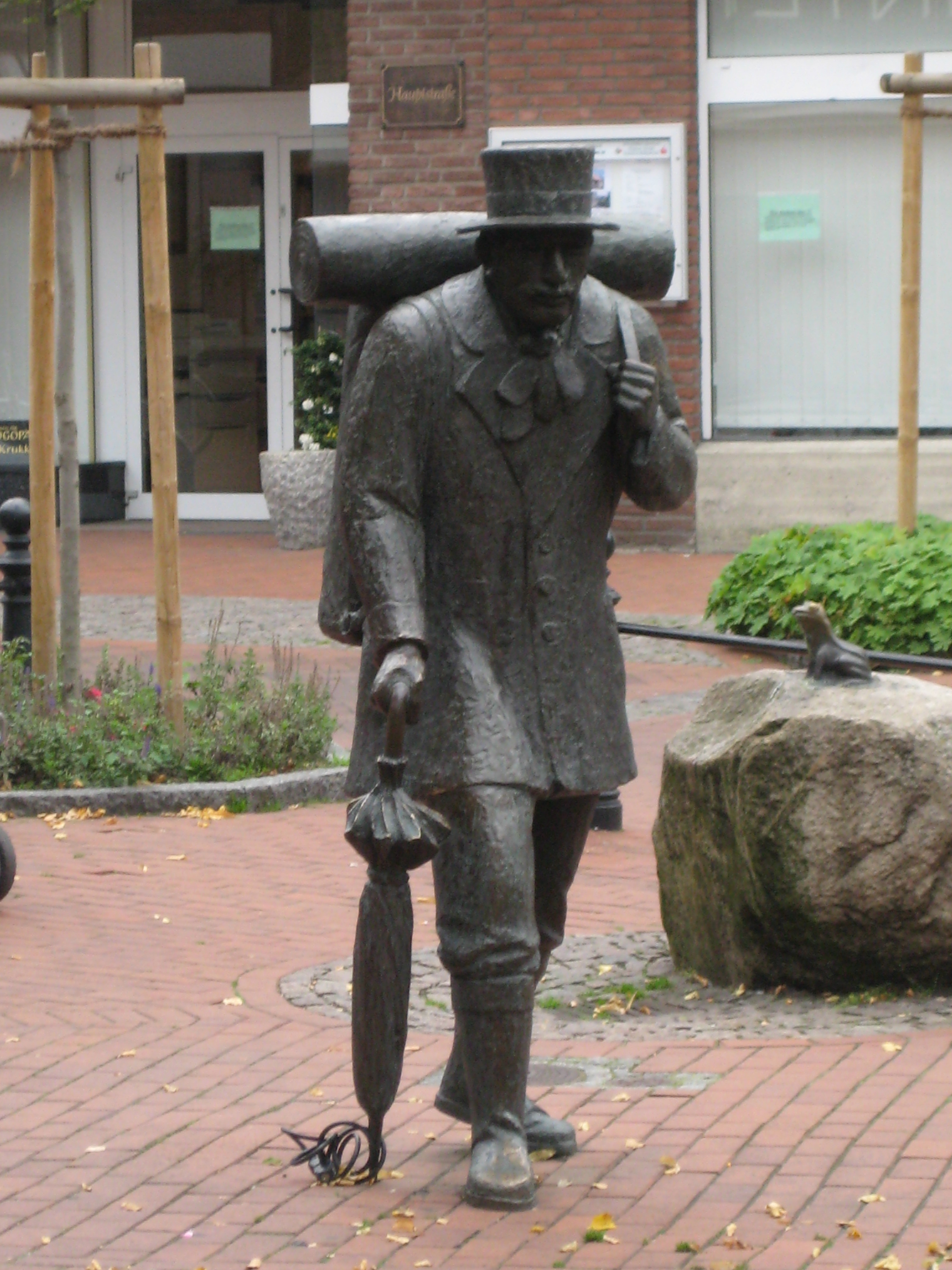
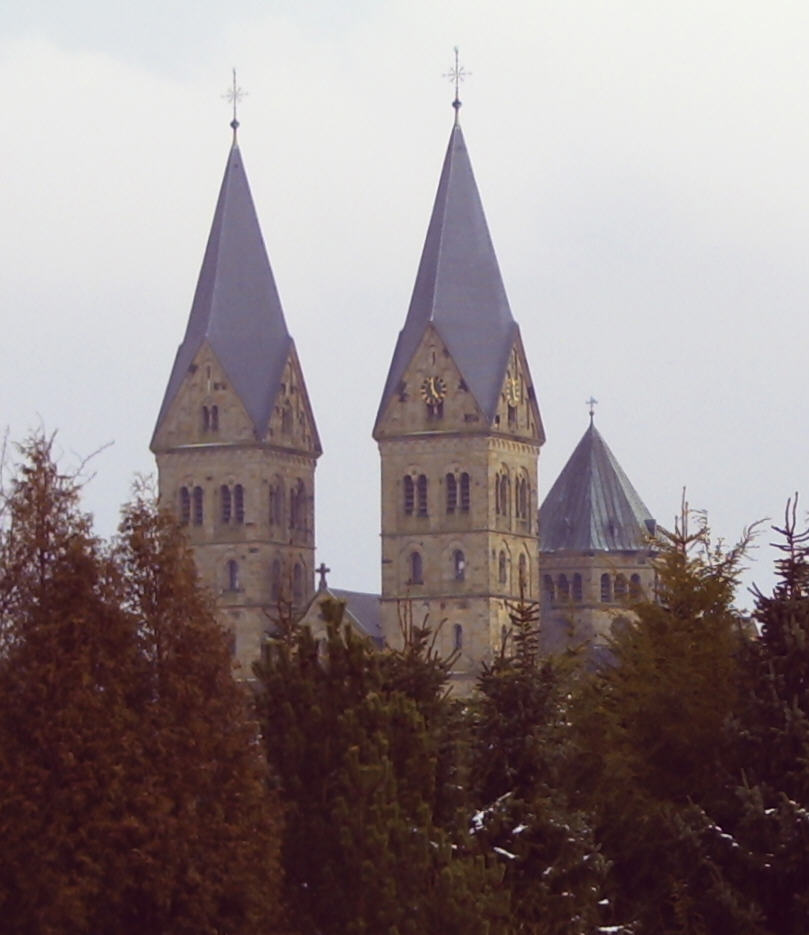
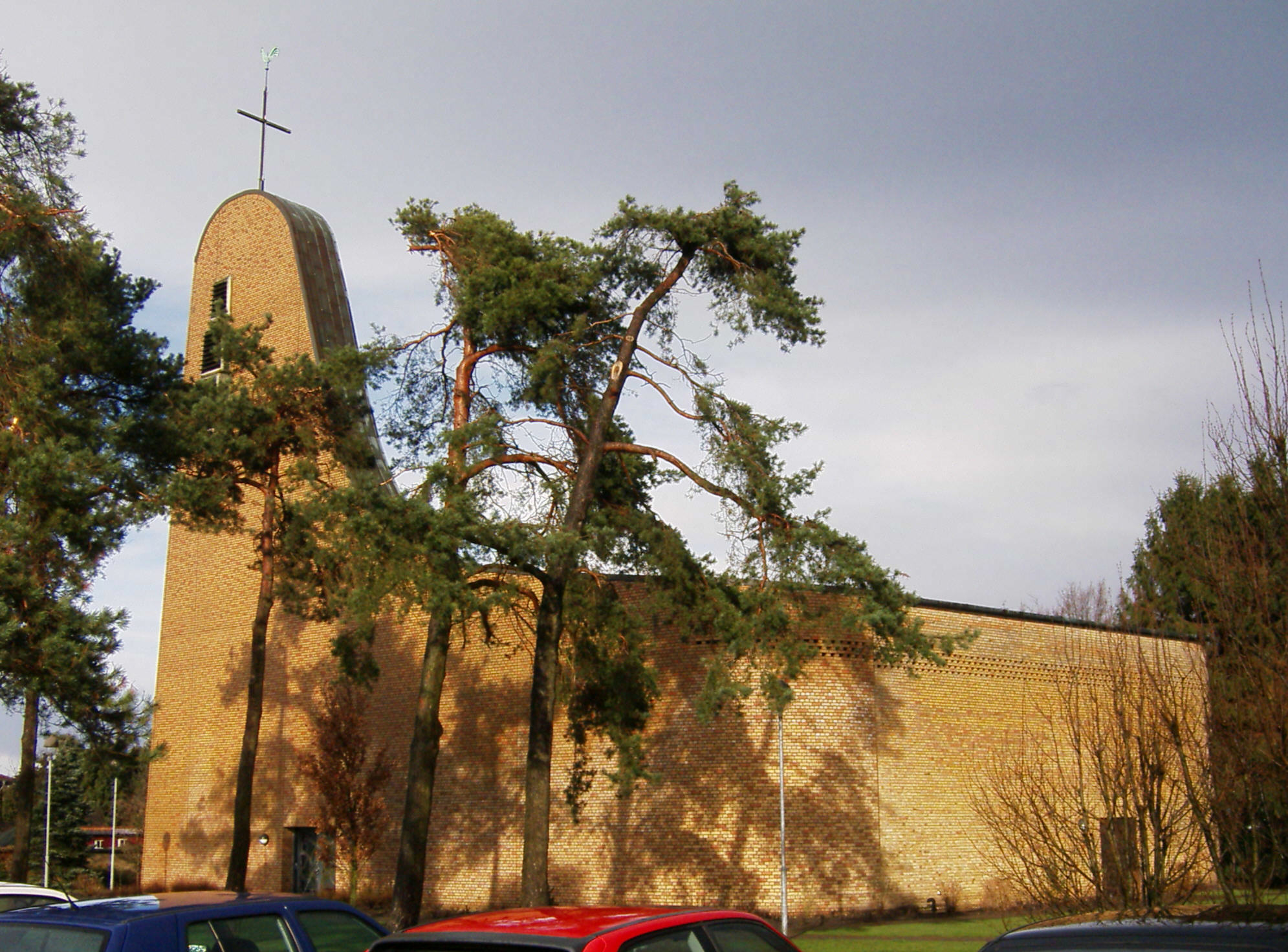
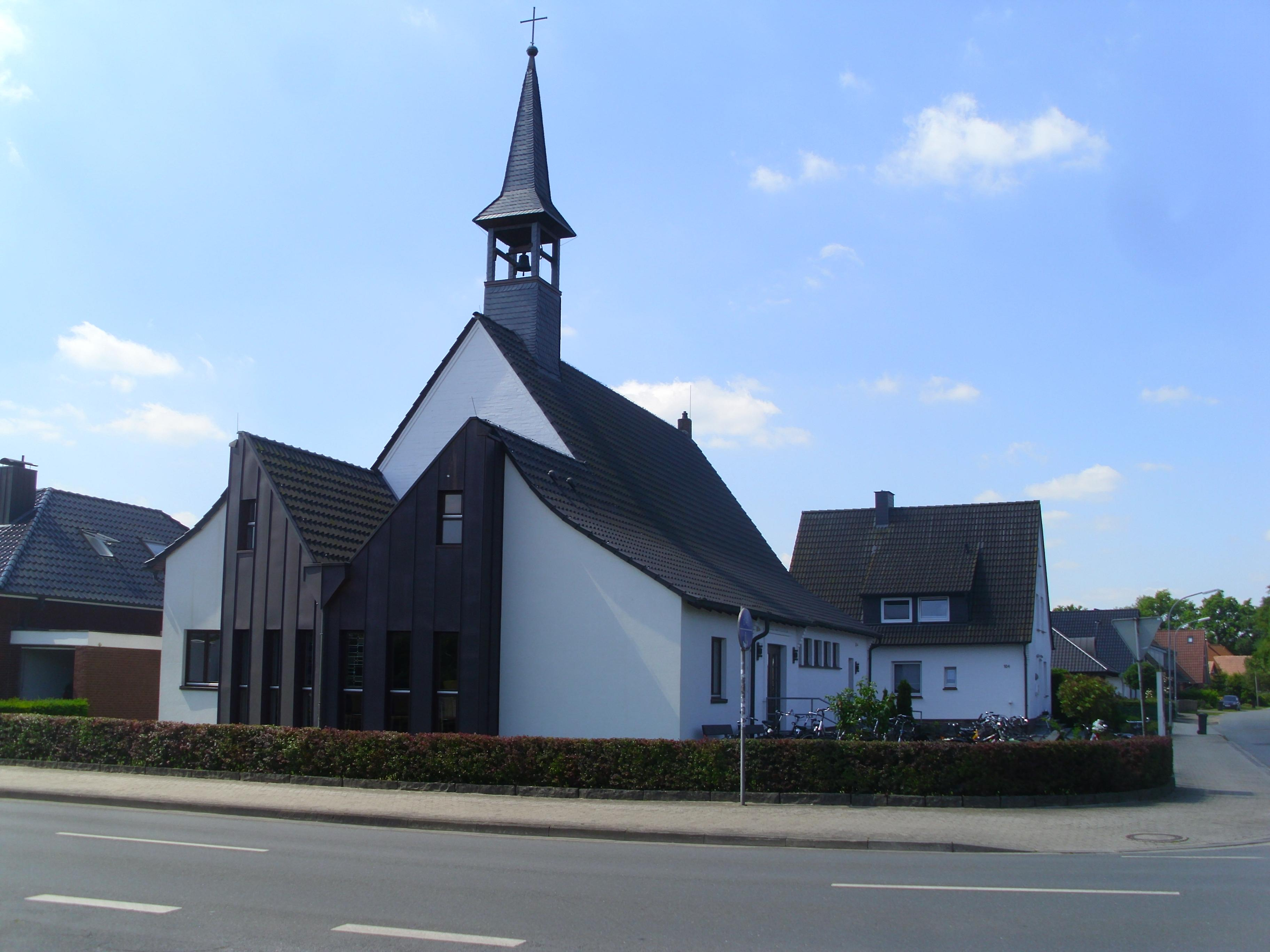
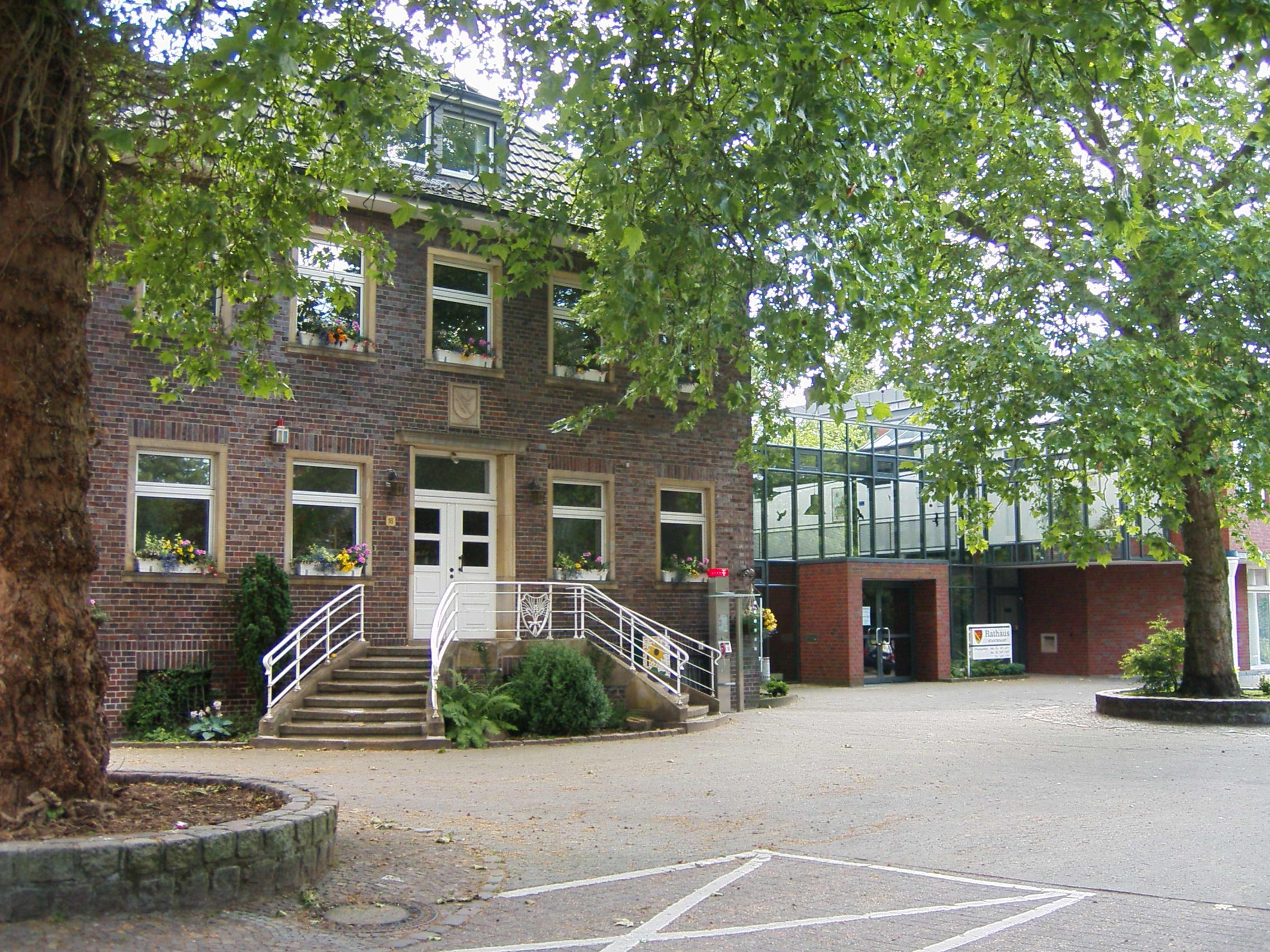
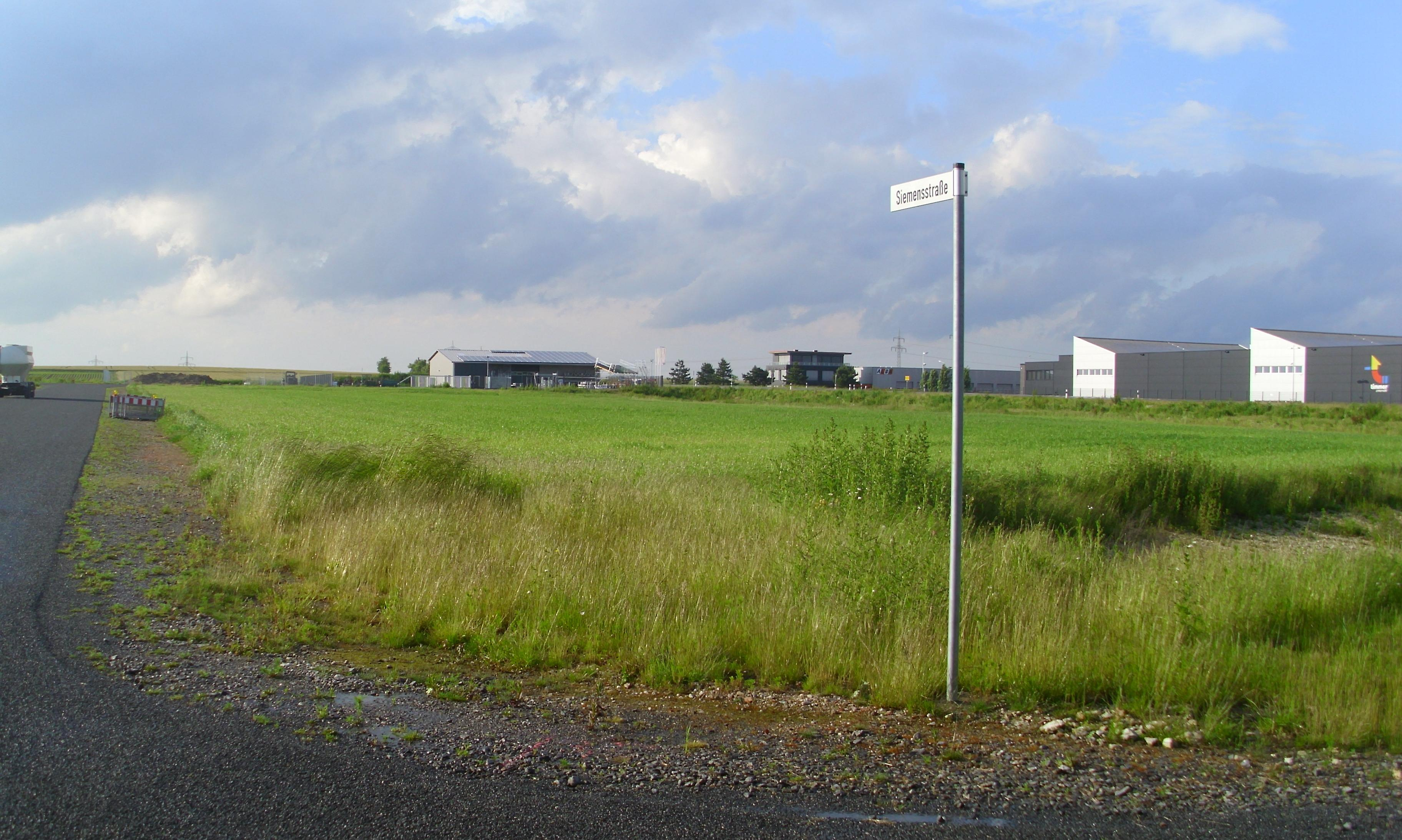

### Адміністративний поділ
Місто  складається з 4 районів:
- Санкт-Арнольд
- Оффлум
- Зутрум-Гарум
- Ландерзум